# Seether
I Seether sono un gruppo musicale post-grunge sudafricano formatosi nel 1999. I membri fondatori del gruppo sono Shaun Morgan (voce e chitarra), David Cohoe (batteria) e Dale Stewart (basso). La loro musica è influenzata principalmente da Alice in Chains, Deftones, Creed e Nirvana.

## Storia del gruppo

### Fragile(1999)
Il gruppo nasce nel 1999 sotto il nome di Saron Gas. L'esordio ufficiale del gruppo è datato 2000; insieme al produttore Brian O'Shea, in soli due mesi registrano Fragile nella città sudafricana Musketeer. Il disco scala le classifiche sudafricane degli album più venduti, grazie ai singoli 69 Tea e Fine Again, quest'ultimo divenuto una vera e propria hit. Nel dicembre del 2000 i Saron Gas intraprendono il Fragile Tour, per promuovere il loro album d'esordio. Subito dopo il tour, il gruppo abbandona il nome Saron Gas per adottare quello definitivo di Seether.

### Disclaimer(2002)
Una volta sbarcati negli Stati Uniti d'America, i Seether iniziano le registrazioni del nuovo album, Disclaimer. Questo album è la ristampa di Fragile con l'aggiunta di sei brani inediti; il disco segna un'importante svolta nel sound della band. L'uscita dell'album coincide però con l'abbandono del batterista David Cohoe, che lascia il gruppo per tornare in patria dalla sua famiglia. Viene sostituito da Nick Oshiro.
Shaun cambia il suo cognome Welgemoed in Morgan. I problemi di formazione, tuttavia, non sono ancora finiti; Oshiro abbandona la formazione e viene sostituito da Kevin Soffera e inoltre, si aggiunge un secondo chitarrista, Pat Callahan. Completata la formazione, il gruppo pubblica Disclaimer nel 2002, da cui vengono estratti i singoli Fine Again, Driven Under e Gasoline.

### Disclaimer II(2004)
Nel giugno 2004 esce Disclaimer II, una riedizione dell'album precedente, che comprende otto ulteriori tracce, tra cui Hang On (inserita nella colonna sonora del film Daredevil), Sold Me e Broken, quest'ultima rivisitata e cantata con Amy Lee, voce degli Evanescence, ex fidanzata di Morgan. (entrambi i singoli compaiono nella colonna sonora del film The Punisher). È proprio il singolo Broken che lancia i Seether verso orizzonti musicali più commerciali. A tal proposito Morgan ha dichiarato che la nuova versione del brano fu registrata per soddisfare i desideri della casa discografica, piuttosto che quelli dei Seether.

### Karma and Effect(2005)
Nel maggio 2005 esce Karma and Effect, quarto album dei Seether. Il CD viene lanciato dal singolo Remedy (che diventa anche la theme song ufficiale dell'edizione 2005 del WWE Summer Slam), seguono Truth e The Gift. In questo disco si ritrova lo stile post-grunge del loro album d'esordio con una direzione maggiormente melodica.
Originariamente intitolato Catering to Cowards, il nome è stato cambiato su pressione della casa discografica. Karma and Effect ha debuttato all'ottava posizione della Billboard 200 statunitense ed è stato certificato disco oro negli Stati Uniti d'America e in Canada. Remedy ha raggiunto la vetta della classifica mainstream rock statunitense.

### One Cold Night(2006)
Il 22 febbraio 2006, mentre sono in tour assieme alle band nordamericane Shinedown e Flyleaf per il Winterfresh Snocore tour, i Seether incidono un concerto acustico al Grape Street di Filadelfia. L'11 luglio 2006 esce One Cold Night, il cofanetto CD/DVD che comprende le 14 canzoni registrate a Filadelfia, tra cui anche una cover di Immortality dei Pearl Jam.
Nel giugno 2006 il chitarrista Pat Callahan decide di lasciare in maniera amichevole la band, sebbene lui non abbia mai rivelato pubblicamente i suoi motivi. Poco dopo, sul sito ufficiale della band viene reso pubblico il fatto che Shaun Morgan è stato ricoverato per curare la sua dipendenza dall'alcool. I Seether sono costretti a cancellare le date del loro tour nel Regno Unito.

### Finding Beauty in Negative Spaces(2007)
Il 23 ottobre 2007 esce il quinto album Finding Beauty in Negative Spaces, da cui sono stati estratti i singoli Fake It, Rise Above This e Breakdown. Nel 2008 in sostituzione di Pat Callahan si unisce Troy McLawhorn (ex Evanescence e Sevendust) al resto della band, inizialmente come turnista e successivamente come componente ufficiale della formazione.
L'uscita di Finding Beauty in Negative Spaces era stata posticipata a causa del suicidio del fratello di Morgan, Eugene Welgemoed. L'album ha debuttato all'ottava posizione della Billboard 200 statunitense e ha venduto 57 000 copie nella prima settimana. Il primo singolo, Fake It, ha raggiunto la prima posizione nella Mainstream Rock Songs e nella Alternative Songs, rimanendoci per 9 settimane. Rise Above This, scritta per Eugene Welgemoed, è stato pubblicato come singolo e ha raggiunto la prima posizione della Alternative Songs. l'ultimo singolo pubblicato è stato Breakdown. Finding Beauty in Negative Spaces ha fatto vincere ai Seether il premio South African Music Award, nella categoria "Best Rock: English", nonché il loro primo posto per l'"MTV Africa Music Award" come "Best Alternative Artist".
La band è partita per un tour in supporto all'album all'inizio del 2008 condividendo il palco con vari gruppi musicali, tra cui Three Days Grace, Breaking Benjamin, 3 Doors Down, Skillet, Papa Roach, Staind e Nickelback.
No Shelter è apparsa nella colonna sonora ufficiale di NCIS, pubblicata il 10 febbraio 2009, mentre una reinterpretazione di Careless Whisper degli Wham! è stata resa disponibile attraverso il download digitale. Il videoclip di Careless Whisper è stato presentato per la prima volta il 15 giugno 2009 e la canzone è inclusa come traccia aggiuntiva nella riedizione di Finding Beauty in Negative Spaces.

### Holding Onto Strings Better Left to Fray(2011)
Il 17 marzo 2011 la band pubblica il sesto album in studio Holding Onto Strings Better Left to Fray, prodotto da Brendan O'Brien e che ha raggiunto la seconda posizione della Billboard 200. Da esso vengono estratti i singoli No Resolution e Country Song.
Pochi giorni prima della pubblicazione dell'album, più precisamente l'8 marzo 2011, Shaun Morgan annuncia tramite Twitter che il chitarrista Troy McLawhorn aveva deciso di lasciare la band per unirsi agli Evanescence. McLawhorn divenne membro ufficiale della band.
I Seether hanno suonato sul palco principale del Festival Uproar insieme a Avenged Sevenfold, Three Days Grace e Bullet for My Valentine.
Il 30 novembre 2013 Seether ha pubblicato il singolo inedito Goodbye Tonight, insieme a Van Coke Kartel e Jon Savage. La canzone è anche presente nell'edizione deluxe di Isolate and Medicate.

### Isolate and Medicate(2014)
Il settimo album in studio, Isolate and Medicate, è stato pubblicato il 1º luglio 2014, in cui esordisce, inoltre, Bryan Wickmann come nuovo chitarrista del gruppo. È stato inoltre reso disponibile per il download gratuito il brano Words as Weapons.
In seguito i Seether hanno intrapreso un tour con i 3 Doors Down.

### Poison the Parish(2017)
Poison the Parish è stato pubblicato il 12 maggio 2017. È il primo album della band a presentare un nuovo logo sulla copertina.
L'album, prodotto dallo stesso Shaun Morgan, presenta un suono più pesante rispetto alle pubblicazione recenti. Con un'impostazione "chitarra-basso-batteria" il suono "lavico" e "melmoso" delle chitarre viene enfatizzato dalla produzione grezza della batteria che riporta la band su brani decisamente più "grunge" e "metal" e abbandona del tutto alcune tentazioni pop rock presenti negli ultimi album.
Il primo singolo, Let You Down è stato pubblicato il 23 febbraio 2017. Sono stati inoltre estratti: Stoke the Fire, Nothing Left, Count Me Out e Betray and Degrade.
Nel 2018 il gruppo ha intrapreso una tournée europea insieme ai Nickelback.

## Stile musicale e influenze
I Seether sono fortemente influenzati da gruppi grunge statunitensi come Nirvana e Alice in Chains. Stephen Thomas Erlewine di AllMusic ha scritto: «il cantautore dei Seether, Shaun Morgan, è uno sfacciato adoratore di Kurt Cobain che usa il suono dei Nirvana come modello di partenza su cui sviluppare e costruire il suono dei Seether». Altri gruppi musicali che hanno avuto una forte influenza sul gruppo enfatizzando la loro componente alternative metal sono i Deftones e i Creed.

## Formazione
Attuale
- Shaun Morgan – voce, chitarra ritmica (1999–presente)
- Bryan Wickmann – chitarra solista (2014–presente)
- Dale Stewart – basso, cori (2000–presente)
- John Humphrey – batteria (2003–presente)

Ex-componenti
- Tyronne Morris – basso (1999–2000)
- Johan Greyling – chitarra solista (1999–2002)
- Pat Callahan – chitarra solista (2002–2006)
- Troy McLawhorn – chitarra solista, cori (2008–2011)
- David Cohoe – batteria, cori (1999–2002)
- Nick Oshiro – batteria (2002–2003)

## Discografia

### Album in studio
- 2000 – Fragile (come Saron Gas)
- 2002 – Disclaimer
- 2004 – Disclaimer II
- 2005 – Karma and Effect
- 2007 – Finding Beauty in Negative Spaces
- 2011 – Holding Onto Strings Better Left to Fray
- 2014 – Isolate and Medicate
- 2017 – Poison the Parish
- 2020 – Si vis pacem, para bellum
- 2024 - The Surface Seems So Far

### Album dal vivo
- 2006 – One Cold Night

### Raccolte
- 2013 – Seether: 2002-2013

### Singoli
- 2002 – Fine Again
- 2003 – Driven Under
- 2003 – Gasoline
- 2004 – Broken (con Amy Lee)
- 2005 – Remedy
- 2005 – Truth
- 2006 – The Gift
- 2007 – Fake It
- 2008 – Rise Above This
- 2008 – Breakdown
- 2009 – Careless Whisper
- 2011 – Country Song
- 2011 – Tonight
- 2012 – No Resolution
- 2012 – Here and Now
- 2014 – Words as Weapons
- 2014 – Same Damn Life